# Rue Pierre-Ginier
La rue Pierre-Ginier est une voie du 18e arrondissement de Paris, en France.

## Situation et accès
La rue Pierre-Ginier est une voie publique située dans le 18e arrondissement de Paris. Elle débute au 50, avenue de Clichy et se termine au 9, rue Hégésippe-Moreau.

## Origine du nom
Elle porte le nom du peintre Pierre Ginier[Qui ?].

## Historique
Avant 1891, cette voie privée finissait Rue Étienne-Jodelle et s’était appelée « passage des Moulins », puis « impasse Hélène » avant de prendre sa dénomination actuelle et d'être classée dans la voirie parisienne par un arrêté municipal du 31 mai 1991.

## Bâtiments remarquables et lieux de mémoire

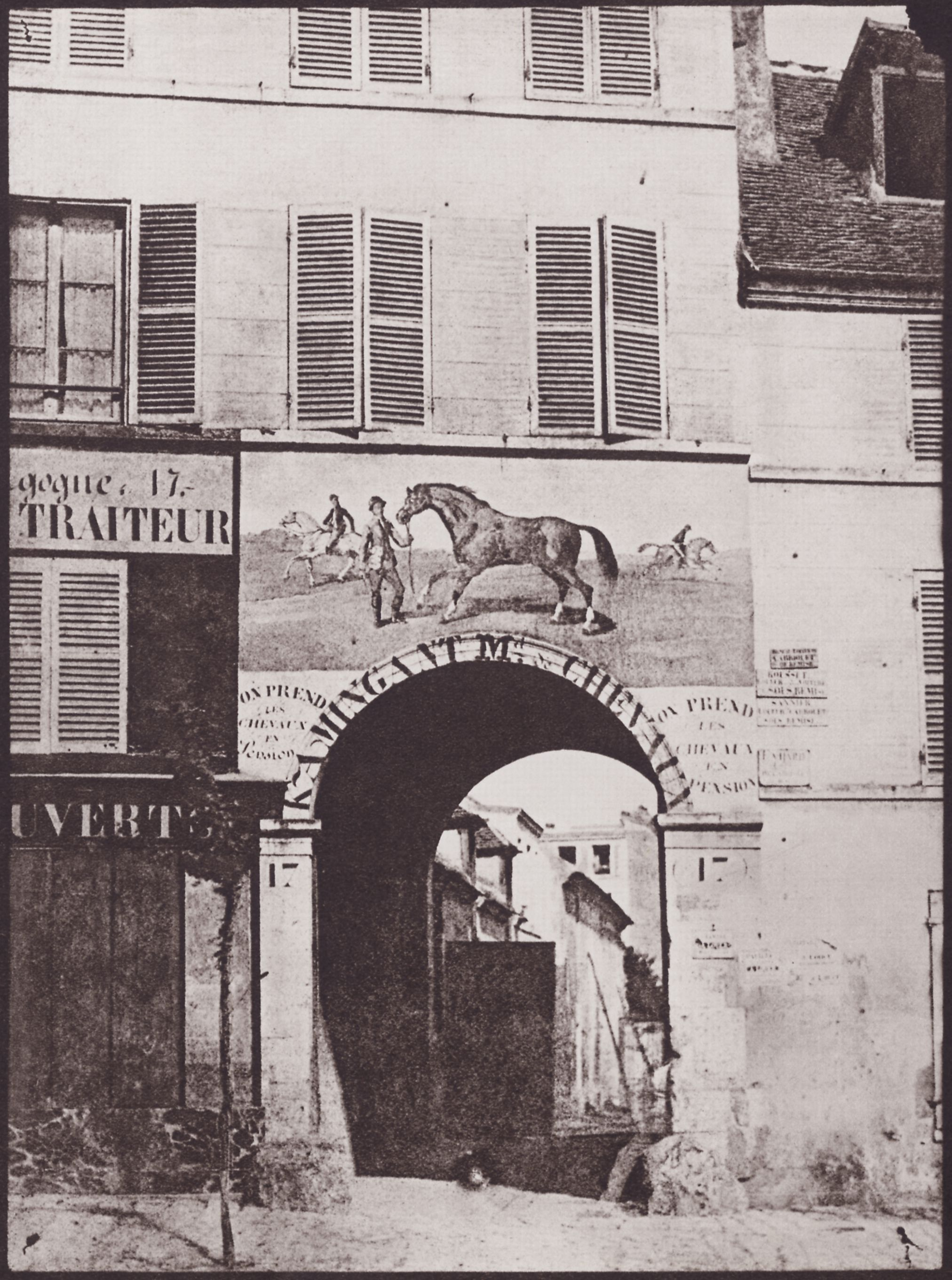
Hippolyte Bayard : Fidèle Étienne, loueur de cabriolets au 17 rue des Moulins (photographie, 1847).

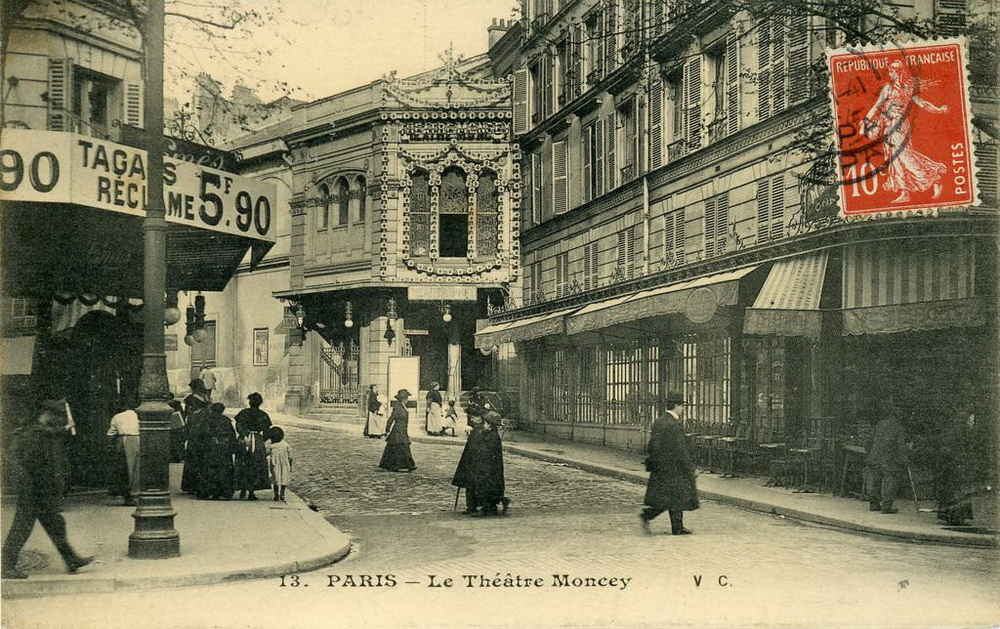
Vue de l'ancien Théâtre Moncey.

- No 2 : Théâtre Moncey, détruit en 1954-1955.
- No 15 (impasse Hélène) : le peintre Benjamin-Constant (1845-1902) avait un atelier pour ses élèves à cette adresse[1].
- No 25 (impasse Hélène puis rue Pierre-Ginier) : domicile du peintre Eugène Carrière (1849-1906), qu'il occupa de 1889 à 1893 tout en conservant son atelier de l'impasse du Maine[2].